# Sitting at the Wheel
Sitting at the Wheel is een lied geschreven door John Lodge voor het album The Present van The Moody Blues.
John Lodge schreef juist rocksongs voor de Moodies (I'm Just a Singer (In a Rock and Roll Band)), maar dit lied neigt meer naar synthpop. Het nummer werd als tweede single gebruikt om de verkoop van het album te stimuleren. Daartoe werd de elpeetrack van 5:40 ingekort tot 3:30-3:35. Op de B-kant werd in het Verenigd Koninkrijk Sorry van Ray Thomas gebruikt, in de Verenigde Staten Going Nowhere van Graeme Edge; het omgekeerde van single Blue World. Muziekblad Cash Box vond de stijlwisseling met de vorige single in het voordeel van Sitting uitvallen met haar ELO-achtige klanken en pompend basritme.
De single haalde in tien weken de 27e plaats in de Billboard Hot 100 en in twee weken de 91e in de Britse top 50. Opnieuw in de ogen van de Moodies een teleurstellend resultaat. Het zou leiden tot de inschakeling van een andere muziekproducent dan Pip Williams. In Nederland en België was geen hitnotering voor Sitting weggelegd.
Voor de Europese markt verzorgde Steven Greenberg nog een maxisingle-versie (12”); deze neigde met haar beatritme naar disco. Voor de hoezen gebruikte het platenlabel de achterzijde van de uitklaphoes van de elpee, een verlengde van een interpretatie van Daybreak van Maxfield Parrish